# 野田淳子
野田 淳子（のだ じゅんこ）は、日本のシンガーソングライターで、エスペランティスト。

## 人物
1960年代の世界的な社会派フォークの伝統を受け継ぐ楽曲を生み出す一方、金子みすゞの詩に曲をつけた作品が多数ある。近年ではプロデビューの機会を与えた上條恒彦とのジョイントコンサートを行っている。大阪をへて、1998年以降、京都市在住。夫はシンガーソングライターの中島光一。

## 経歴
長崎県佐世保市生まれ。東京都立戸山高等学校卒業。ジョーン・バエズの歌に魅せられギターの弾き語りをはじめる。
1970年、電通で働きながらアマチュアとして活動している時に、上條恒彦に認められ、プロデビューを果たす。創造集団「麦笛の会」に所属。
1980年、全曲を井上鑑がアレンジしたファーストアルバム「生きてきたから」をリリース。
1983年、中国残留孤児の原詩による「はぐれつばめ」を収録したセカンドアルバム「しあわせのかたち」をリリース。「はぐれつばめ」は、評判を呼び、シングル盤として発表された。
1990年、米国・ニューヨーク州ビーコンのピート・シーガーの自宅を訪ねる。
1995年、北京世界女性会議で演奏。
1990年代後半から金子みすゞの詩に曲をつけて歌うようになる。
2000年、ニューヨーク世界女性会議で演奏。
2001年、寿岳章子から贈られた詩の中の「心歌」に共鳴し、"心歌"コンサートを開始。
2005年、35周年記念リサイタル「心歌」を東京、京都、大阪で開催。
2007年、上條恒彦とのジョイントコンサートを、千葉、東京、京都で開催。
2010年、京都エスペラント会でエスペラントの学習を始め、エスペランティストとなる。これ以降、各種エスペラント大会で、日本語とともにエスペラント訳された歌を歌う。
2011年、6月19日、第59回関西エスペラント大会(神戸市立生田文化会館)でミニコンサート。

7月3日、東日本大震災支援の集い～ことばと音と心を届けよう～(京都国際交流会館)。

11月12日、中四国エスペラント大会(岡山、サンロード吉備路)でミニコンサート。
2012年、4月15日、野田淳子コンサート(奈良県明日香村)。

6月23日、第60回関西エスペラント大会(クレオ大阪東)で、歌詞公募の当選作、グスターヴ・ホルストの組曲『惑星』第4楽章「木星」の主題をエスペラントで初演した。

6月24日、同大会でミニコンサート（1.赤とんぼ 2.中国地方の子守唄 3.アリラン 4.千の風になって 5.大きな歌 6.死んだ男の残したものは）。

## 楽曲の特徴

### 金子みすゞの詩の作曲
アルバム「98年リサイタルライブ」、「心歌　こころうた」をへて、ライブ盤「私の金子みすゞ」では、「私と小鳥と鈴と」をはじめ、「大漁」、「空と海」、「鯨法会」、「朝蜘蛛」、「花火」、「夢と現」、「星とたんぽぽ」、「淡雪」、「日の光」、「みそはぎ」、「薔薇の根」、「みんなを好きに」、「積もった雪」、「きりぎりすの山登り」、「闇夜の星」、「雪」、「蜂と神さま」、「このみち」を集成した。西村直記、大西進のように全詩に曲をつけている訳ではないが、その数は19曲に及んでいる。

### 社会派フォークの伝統
過労死した夫を思う妻を歌う「ユキヤナギ」、戦争に行く夫を見送る妻の心情を描く「あなたを送った朝」、自治体や地域住民による大和川の浄化の取り組みを励ます「よみがえれ大和川」、中国残留孤児を歌った「はぐれつばめ」、1977年の横浜米軍機墜落事件で亡くなった子どもを歌った「千羽鶴」、チャップリンの映画「独裁者」のラストシーンの演説を楽曲化した「私は皇帝にはなりたくはない」など社会性のあるテーマ、反戦的な心情を歌ったものが多い。